# Мейнард, Уильям (футболист)
Уильям Джон Мейнард (англ. William John Maynard; 18 марта 1853 — 2 сентября 1921) — английский футболист, нападающий. Один из участников первого в истории матча футбольных сборных в составе сборной Англии.

## Биография
Уроженец Лондона, Мейнард выступал за футбольный клуб «Ферст Сарри Райфлз», располагавшийся в Камберуэлле на юге Лондона.
30 ноября 1872 года сыграл в первом официально признанном матче национальных сборных в составе сборной Англии против сборной Шотландии. В первом тайме играл на позиции нападающего, а во втором тайме сменил в воротах Роберта Баркера, поменявшись с ним позициями на поле. Матч завершился безголевой ничьей. В возрасте 19 лет и 157 дней Мейнард был самым старым молодым игроком в том составе сборной Англии.
4 марта 1876 года Мейнард провёл свой второй официальный матч за сборную Англии. Это также была игра против сборной Шотландии, но на тот раз шотландцы выиграли со счётом 3:0.
Помимо игры за «Ферст Сарри Райфлз» он играл за клуб «Уондерерс». Также провёл одну игру за сборную графства Сарри в 1877 году.
После завершения футбольной карьеры работал в бюро записи актов гражданского состояния в Дареме с 1903 года до своей смерти в сентябре 1921 года.
Его сын Алфред Мейнард играл за регбийную сборную Англии и погиб в битве на Сомме в ноябре 1916 года.